# Advanced Automotive Design
Advanced Automotive Design war ein südafrikanischer Hersteller von Automobilen und Kit Cars.

## Beschreibung
Brian Glover und Rhys Edwards gründeten das Unternehmen in Pretoria. 1997 präsentierten sie ein Fahrzeug auf der Miami Motor Show. 2000 begann der Verkauf. Der Markenname lautete Shaka. Glover Designs Inc. aus Florida vertrieb die Fahrzeuge in den USA. Eine Quelle gibt an, dass die Produktion 2010 endete. 2000 und 2002 entstand jeweils ein Komplettfahrzeug, 2001 keines und 2003 zwei.

## Modelle
Das einzige Modell Nynya war ein Sportwagen. Die Basis bildete ein Spaceframe-Rahmen aus Rohren. Darauf wurde eine offene zweisitzige Karosserie aus Fiberglas montiert. Die Literatur beschreibt das Fahrzeug als eine Art Lotus Seven, aber mit modernerer Karosserie. Eine andere Quelle sieht eine Ähnlichkeit zum Plymouth Prowler. Standardmotor war ein V8-Motor von Oldsmobile mit 5700 cm³ Hubraum, jedoch ist auch ein anderer Motor von Oldsmobile sowie ein V6-Motor von Buick überliefert. Eine andere Quelle nennt Motoren von Chevrolet.